# 木下公定
木下 㒶定（きのした きんさだ）は、江戸時代前期から中期にかけての大名。備中国足守藩5代藩主。官位は従五位下・肥後守。足守藩木下家6代。

## 略歴
4代藩主・木下利貞の長男として誕生。幼名は熊之助。
延宝7年（1679年）8月14日、父の死去により跡を継ぐ。丹後宮津城の城番となった後に、元禄14年（1701年）3月、赤穂事件で有名な浅野長矩の改易の際、龍野藩主脇坂安照と共に赤穂城の受け取り役を務めた。宝永5年（1708年）5月には仙洞御所と中宮御所の普請で功を挙げた。足守近水園の吟風閣は仙洞御所の残材をもって築造したと伝えられている。
漢学、和学に精通しており蒙求に倣って藩の子弟のための教訓の資料として日本と中国の忠臣義士の人物伝記を対比した「桑華蒙求」を著した。また、延宝7年（1679年）に藩学「追逐館」を興し、家臣教育に務めた。果樹栽培を奨励したことで知られており、領地である福島県伊達郡および信夫郡に梨を、本領である足守では梅や柿を奨励した。祖父の利当が開いた淡路流槍術の達人でもあった。
初め、弟の利安を養嫡子とするが、不行状を理由に廃嫡した。代わって同族の豊後国日出藩木下家から木下㒶福（㒶定正室の兄弟）を養子に迎えたが先立たれた。享保14年（1729年）5月2日、最終的に弟の藤栄（内記）の子の利潔に家督を譲って隠居し、享保15年（1730年）12月24日に78歳で死去した。
法号は敬文院殿観翁慧定大居士。墓所は京都市東山区の高台寺圓徳院と岡山市北区足守の大光寺。

## 系譜
- 父：木下利貞（1627-1679）
- 母：金森重頼の娘
- 正室：木下俊長の娘
- 養子
  - 男子：木下㒶福（1681-1727） - 木下俊長の三男
  - 男子：木下利潔（1711-1740） - 木下藤栄（はじめ金森姓）の三男
  - 女子：浅野長恒正室 - 遠山友貞娘

## 補注
1. ↑  「㒶」は「八」の下に「白」。一般には「公」が代用されることが多い。
2. 1 2 3 4 5  『郷土史』岡山県総社高等女学校々友会、1933年、28頁。
3. ↑  中央義士会 編『赤穂義士史料 上巻』雄山閣、1931年、解題4頁。
4. ↑  “足守藩武家屋敷”.   岡山市. 2024年12月26日閲覧。
5. ↑  難波仁斎 著、毎日新聞社岡山支局 編『素描おかやま』日本文教出版、1962年、23頁。
6. ↑  徳田進「『芸林蒙求』の日中比較文学性」『群馬女子短期大学紀要 = Bulletin of Gunma Women's Junior College (13)』群馬女子短期大学、1986年12月、33頁。
7. ↑  『岡山の博物館 : 美術館・博物館・考古館・民俗館』山陽新聞社、1977年1月、72頁。
8. ↑  三宅忠一『岡山の果物 果物の百年史』日本文教出版〈岡山文庫20〉、1968年7月1日、24頁。